# Рацбаум, Альберт Евгеньевич
Альберт Евгеньевич Рацбаум (4 декабря 1937, Ленинград — 30 декабря 2014) — советский и российский флейтист, Заслуженный артист РСФСР (1988).

## Биография
Окончил Ленинградскую консерваторию (1960) и аспирантуру при ней (1966), ученик Иосифа Януса.
В 1959—1967 гг. жил в Риге. С 1959 г. солист оркестра Латвийского театра оперы и балета, в 1966—1967 гг. — Симфонического оркестра Радио и телевидения Латвийской ССР, также был солистом Домского собора. С 1961 по 1967 гг. преподавал в Латвийской государственной консерватории им. Я. Витола.
В 1968 г. переехал в Москву и начал работать солистом Государственного академического камерного оркестра России под управлением Рудольфа Баршая, проработал в оркестре более 40 лет.
В 2020 г. Московский флейтовый центр анонсировал Первый Международный конкурс им. Альберта Рацбаума, финал запланирован в 2021 году в концертном зале «Зарядье».

## Награды
- I премия на Всесоюзном конкурсе музыкантов-исполнителей (1963) (поделил с Эдуардом Щербачёвым)
- Заслуженный артист РСФСР (1988)

## Семья
Сын — Александр Плисковский, флейтист, солист и концертмейстер группы флейт в Государственном симфоническом оркестре «Новая Россия».